# Paweł Hoszowski
Paweł Hoszowski herbu Sas – podstoli żydaczowski w latach 1731–1733.
Był członkiem konfederacji województwa ruskiego, zawiązanej 10 grudnia 1733 roku w obronie wolnej elekcji Stanisława Leszczyńskiego.